# Raida Adon
Pour les articles homonymes, voir Adon (homonymie).
 Raida Adon (en hébreu :  ראידה אדון ; en arabe :  رائدة أدون), est une actrice arabe israélienne de théâtre, de cinéma et de télévision, également artiste plasticienne, née en 1972 à Acre.

## Biographie
Raida Adon est née le 10 novembre 1972 à Acre où elle a vécu 13 ans jusqu'à son départ à Haïfa.
Dessinant et jouant depuis son plus jeune âge, elle donne en 1990 à l’Arab Children's Theater "Z'Beni" plusieurs pièces comme Blanche-Neige, Cendrillon, Les Souliers rouges, etc. Parmi les diverses pièces pour adultes qu’elle joue par la suite, en particulier au Théâtre national palestinien de Jérusalem et au Cameri Theatre de Tel-Aviv, on peut citer Plonter de Yaeli Ronen.
En 2002, elle est diplômée du département des arts de l’École des beaux-arts de Bezalel, à Jérusalem. À compter de 2001, elle réalise des vidéos traitant souvent de la Nakba et diffusées dans des musées. En 2020, son exposition intitulée « Strangeness » et construite autour du film éponyme est la première invitation individuelle d'un artiste arabe au musée d'Israël à Jérusalem.

## Filmographie

### Cinéma
- 1995 : Le Conte des trois diamants de Michel Khleifi : Suad
- 2000 : Delta Force One: The Lost Patrol de Joseph Zito : Femme d’une tribu en deuil
- 2001 : Asphalt Zahov (Asphalte jaune) de Dan Verete
- 2002 : In the 9th Month d’Ali Nasser
- 2002 : Les Fiancés de Haïfa (Hatzotzra Ba-Vadi : La trompette dans l'Oued)[3],[4] de Lana et Slava Chaplin : Mery
- 2002 : In the 9th Month d’Ali Nasser
- 2003 : The Olive Harvest de Hanna Elias : Raeda
- 2003 : Iyim Bachof de Yeud Levanon
- 2010 : Od ani holeh de Yaky Yosha : La mère de l’enfant
- 2012 : Batman at the Checkpoint de Rafael Balulu (court métrage) : Tamam
- 2015 : 3000 Nuits (3000 Layla) de Mai Masri : Shulamit
- 2015 : Samira (court métrage) de Dalit Kimor : Samira
- 2017 : Strangeness (court métrage) de Raida Adon
- 2018 : The Promise de Robert Savo : Hagar
- 2022 : Dieu et le chameau (Nicht ganz koscher: Eine göttliche Komödie) de Stefan Sarazin et Peter Keller : Ada

### Télévision
- 1997 : Kachol Amok d’Ayelet Dekel et Ori Inbar : Amal
- 1999 : Zinzana de Haim Bouzaglo (série TV) : Leyla
- 2002 : 101 de Hagai Levi (mini-série)
- 2003 : Abraham (TV), de la série God's Stories : Agar
- 2004 : Shalva de Haim Bouzaglo (série TV) : Patiente
- 2009 : Timrot Ashan (Piliers de fumée) d’Oded Davidoff (série télévisée) : Mona
- 2009 : Revivre de Haim Bouzaglo : Leila
- 2010- 2011 : Le Serment (mini-série) (The Promise : Le Serment) : Adiva
- 2017- 2018 : Fauda : Umm Nidal
- 2019 : Sabri Maranan : Naima
- 2021 : The Girl From Oslo (Netflix) : Layla, ancienne négociatrice à Oslo, mère de Yusuf

## Théâtre (partiel)
- 2005 : Plonter de Yaeli Ronen, Cameri Theatre, Tel Aviv
- 2007 : Hebron de Tamir Grinberg, mise en scène d’Oded Kotler, coproduction Habima-Cameri Theatre, Tel Aviv : Samar Cana'ani[5]